# Clerks – Die Ladenhüter
Clerks – Die Ladenhüter (Originaltitel: Clerks) ist eine Filmkomödie und Low-Budget-Produktion des US-amerikanischen Regisseurs Kevin Smith, der außerdem das Drehbuch schrieb. Der in Schwarz-Weiß gedrehte Film kam 1994 in die Kinos und ist Smiths Erstlingswerk. In dem Film werden die Figuren Jay und Silent Bob eingeführt, die auch in späteren Filmen des Regisseurs, den sogenannten „New-Jersey-Filmen“, auftreten.

## Inhalt
Dante ist 22 Jahre alt und arbeitet in einem Kiosk namens Quick-Stop Groceries. Direkt neben dem Kiosk befindet sich eine Videothek, in der sein Freund Randal arbeitet, der regelmäßig im Kiosk vorbeischaut und Dante durch den langweiligen Arbeitsalltag begleitet. Dantes Morgen beginnt bereits schlecht, er wird nach kurzem Schlaf geweckt und muss an seinem freien Tag zur Arbeit erscheinen. Im Quick-Stop gehen die Rollläden nicht auf, da Vandalen die Schlösser mit Kaugummi verklebt haben. Zu allem Übel kommen allerlei seltsame Kunden in den Laden: militante Nichtraucher, die Dealer Jay und Silent Bob, ein verrückter Schulpsychologe auf der Suche nach dem perfekten Ei. Ein für den Nachmittag angesetztes Hockeyspiel mit Freunden verlegt Dante kurzerhand aus Zeitgründen auf das Dach des Lebensmittelladens. Darüber hinaus stirbt ein älterer Kunde an einem Herzinfarkt beim Onanieren auf der Toilette im Quick-Stop-Laden und Caitlin, die ehemalige Freundin von Verkäufer Dante, hat anschließend Sex mit dem toten Kunden, der immer noch eine Erektion hat und von Caitlin im Dunkeln irrtümlich für Dante gehalten wird.
Im Laufe des Films erfährt Dante, dass seine Freundin Veronica schon mit 37 Männern Oralsex hatte und dass seine alte Liebe Caitlin heiraten will, zudem ist eine ehemalige Schulfreundin namens Julie Dwyer beim Schwimmen an einer Gehirnembolie verstorben. Dass es in seinem bisher ruhigen Leben noch schlimmer kommen kann, beweist ihm Randal. Dank ihm hat er immer wieder Kontakt mit verärgerten Kunden, die direkt aus dem Videoladen kommen und an ihm ihre schlechte Laune auslassen. Randal verursacht auf der Beerdigung der verstorbenen Schulfreundin einen Eklat, indem er versehentlich den Sarg umwirft, und beschert Dante eine Geldbuße von 500 Dollar, indem er als Vertretung im Quick-Stop-Laden einem vierjährigen Mädchen gesetzeswidrig Zigaretten verkauft. Trotz aller weiteren unangenehmen Überraschungen des Tages verstehen die beiden einander prächtig und philosophieren über Leben, Tod, Sex und Star Wars. In einem Vier-Augen-Gespräch mit Veronica stellt Randal die Behauptung auf, Dante würde sie nicht mehr lieben, weshalb es im Quick-Stop-Laden zu einer Schlägerei zwischen dem erbosten Dante und Randal kommt, bei der die jungen Männer das Geschäft verwüsten. Nach einer klärenden Unterhaltung raufen sich die beiden Kumpel jedoch wieder zusammen und erkennen, wie wertvoll ihre Freundschaft ist.

## Hintergrund

### Entstehungsgeschichte
Clerks ist der erste Film des zum Zeitpunkt der Dreharbeiten erst 24-jährigen Kevin Smith. Das Budget des eigenfinanzierten Films, wovon ein Großteil für die Songrechte des Soundtracks benötigt wurde, betrug laut Smith etwas über 27.000 US-Dollar. Um das Geld aufzubringen, schöpfte er unter anderem die Kreditlimits von zehn Kreditkarten aus und verkaufte seine umfangreiche Comic-Sammlung.
Gefilmt wurde vor Ort in zwei echten Läden in New Jersey. Aus Kostengründen wurde, abgesehen von den Außenaufnahmen bei Tageslicht, hauptsächlich nachts gefilmt, daraus ging die Idee mit den nicht zu öffnenden Rollläden des Quick Stop Kiosks hervor: So konnte problemlos suggeriert werden, es sei Tag. Es gibt ein alternatives Ende des Films, in dem Dante am Schluss von einem Räuber erschossen wird.
Die Bearbeitung des Films wurde von Scott Mosier und Kevin Smith in dem Videostore neben dem „Convenience Store“ durchgeführt.
Auf einer Filmmesse wurde ein Mitglied des Sundance-Auswahlkomitees eher zufällig auf den Film aufmerksam, und er wurde im Januar 1994 auf dem Festival aufgeführt. Die gute Resonanz motivierte Miramax, den Film für 227.000 US-Dollar zu erwerben.
Die MPAA gab dem Film aufgrund der teilweise schlüpfrigen und etliche Schimpfwörter enthaltenden Dialoge zunächst eine NC-17-Freigabe (nicht unter 17 Jahren), obwohl in dem Film keine Gewalt oder Nacktszenen vorkommen. Eine derartige Bewertung hätte die potenziellen Erlöse aus der Kinoverwertung in den USA von vornherein extrem begrenzt, da in den USA kaum Kinos NC-17-Filme zeigen. Die Vertriebsgesellschaft Miramax ging mithilfe des Anwalts Alan Dershowitz gegen die Bewertung vor und erreichte ein R-Rating, sodass unter 17-Jährige in Begleitung eines Erwachsenen den Film sehen durften. In Deutschland wurde der Film ab 12 Jahren freigegeben. Eingespielt hat der Film mehr als das Hundertfache seiner Produktionskosten.

### Schauspieler und Figuren
Die Figuren Jay und Silent Bob kommen in vielen Kevin-Smith-Filmen vor (siehe auch New-Jersey-Filme). Regisseur Smith kannte Jason Mewes vorher und wollte ihn unbedingt in seinen Filmen haben. Er beschreibt ihn als „Überschallknall mit Dreck drauf“. Dem quasselnden Jay setzte er als Gegenpart die Figur des sehr stillen Silent Bob gegenüber, die Smith selbst spielt. Ebenso spielen die Schauspieler Brian O’Halloran, Jeff Anderson und Walter Flanagan sowie Scott Mosier in späteren Filmen Smiths mit. Auch etwas subtilere Verbindungen kommen vor: Heather Jones in Clerks ist die Schwester von Tricia Jones in Mallrats und Alyssa Jones in Chasing Amy. Den weiblichen Vornamen Caitlin für die von Schauspielerin Lisa Spoonauer ausgefüllte Rolle der Caitlin Bree entlehnten die Drehbuchautoren der kanadischen TV-Serie Degrassi Junior High, in der eine Figur namens Caitlin Ryan auftritt, verkörpert von der Schauspielerin Stacie Mistysyn. Insgesamt vier Nebenrollen verkörpert der Schauspieler Walter „Walt“ Flanagan, der zudem die schwarzweiße Cartoon-Sequenz mit dem Clown, der sich entkleidet, um sich einem verdutzten Kleinkind in schwarzen Strapsen zu präsentieren, gezeichnet hat, die man zu Beginn des Spielfilms als Erkennungs-Animation der Filmproduktionsfirma View Askew Productions sieht. Die junge Frau, die mit Verkäufer Dante Hicks spricht, während ein merkwürdiger Kunde namens The Egg Man im Anzug zahlreiche Eier inspiziert und zerschlägt, ist die Schwester von Regisseur Kevin Smith, die rechts neben Dantes Kumpel Randal steht, der lässig mit dem linken Ellbogen an der Theke lehnt. Bei der Frau, die vor dem Glaskühlschrank kniet und etliche Plastikflaschen mit Milch herausholt, handelt es sich um die Mutter von Regisseur Kevin Smith. Der Mann, der vor verschlossener Ladentür steht, die Leiter nach oben auf das Dach klettert und nach einem Wortgefecht mit Verkäufer Dante beim dortigen Hockeyspiel mitspielt, ist der Produzent Scott Mosier. Ferner verkörpert Scott Mosier, jedoch mit einem Vollbart und Kappe, den tollpatschigen Kunden mit dem Spitznamen Snowball im Quick-Stop-Lebensmittelladen.

### Folgeprojekte
Dem Film folgte die 6-teilige Zeichentrickserie Clerks – The cartoon und später der Kurzfilm The flying car. Im Kurzfilm The flying car stehen Dante und Randal in einem Auto sitzend in einem Verkehrsstau und diskutieren darüber, ob der technische Fortschritt irgendwann ein fliegendes Auto auf den Markt bringt und welchen Preis sie für ein solch innovatives Fahrzeug zahlen würden.
Die Szene, in der Dante und Randal bei der Trauerfeier für Dantes früheren Schulschwarm einen Eklat verursachen, wird im Film nicht explizit gezeigt, sondern nur angedeutet. Die fehlende Szene wurde später als Zeichentrick unter Clerks – The lost scene veröffentlicht.
Smith blieb im nachfolgenden Film Mallrats sowie in seinen späteren Filmen dem Milieu, das er in Clerks zeigt, weitgehend treu. Im Jahr 2006 drehte er mit Clerks 2 einen direkten Nachfolgefilm. Ein dritter Teil wurde 2022 veröffentlicht.
Im Jahr 2013 veröffentlichte das Studio Vivid Entertainment Group eine Porno-Parodie, mit dem Titel: Clerks XXX – A Porn Parody.

## Deutsche Synchronfassung
Die Low-Budget-Produktion wurde seinerzeit nicht für den deutschen Markt synchronisiert. Eine deutsche Synchronbearbeitung entstand erst im Jahr 2014 mit der Aufnahme in das Programm von Netflix bei Soundtastic in Bretten. Hans-Jörg Voigt schrieb das Dialogbuch, Mark Backes führte Dialogregie.
| Darsteller         | Deutscher Sprecher | Rolle         |
| ------------------ | ------------------ | ------------- |
| Brian O’Halloran   | Hans-Jörg Voigt    | Dante Hicks   |
| Jeff Anderson      | Christian von Boch | Randal Graves |
| Lisa Spoonauer     | Martine Breisch    | Caitlin Bree  |
| Marilyn Ghigliotti | Nadine Scholtes    | Veronica      |
| Jason Mewes        | Andreas Gröber     | Jay           |

## Kritiken
„Ein schlicht, aber unterhaltsam inszenierter Debütfilm, der die Suche von jungen Erwachsenen nach Orientierung mit viel – auch obszönem – Witz darstellt, ohne den Anspruch eines allgemeingültigen Jugend-Porträts zu erheben.“

„Im Rahmen der Möglichkeiten einer Low-Budget-Produktion beweist Smith großen Erfindungsgeist, ein natürliches Gefühl für menschliche Komik und die Fertigkeit, eigenartige und teilweise brillante Dialoge zu schreiben.“

## Auszeichnungen
- 1994: Filmmakers Trophy beim Sundance Film Festival
- 1994: Jugendfilmpreis und Mercedes-Benz-Award bei den Filmfestspielen in Cannes
- 1994: Publikumspreis beim Festival des amerikanischen Films in Deauville
- 2019: Aufnahme in das National Film Registry

## Soundtrack
Der bei Sony Music veröffentlichte Soundtrack zu Clerks enthält die im Film überwiegend nur angespielten Grunge-Songs, die von teils sehr bekannten Bands der Grunge-Szene stammen, und auch einzelne Zitate und Dialoge im englischen Originalton, wie Dantes Lamento „I’m not even supposed to be here today“.
Clerks ist einer der wenigen Filme, bei dem die Musikrechte teurer waren als die Produktionskosten des ganzen Films.
1. Dante’s Lament
2. Love Among Freaks – Clerks
3. Girls Against Boys – Kill the Sex Player
4. “No Time for Love Dr. Jones”
5. Alice in Chains – Got Me Wrong
6. Randal and Dante on Sex
7. Bash & Pop – Making Me Sick
8. “A Bunch of Muppets”
9. Supernova – Chewbacca
10. The Jesus Lizard – Panic In Cicero
11. Golden Smog – Shooting Star
12. Bad Religion – Leaders and Followers
13. “I Like To Expand My Horizons”
14. Stabbing Westward – Violent Mood Swings
15. Love Among Freaks – Berserker
16. Corrosion of Conformity – Big Problems
17. Seaweed – Go Your Own Way
18. “Social Event of the Season”
19. Soul Asylum – Can’t Even Tell
20. Jay’s Chant

Für das Musikvideo zum Song Can’t Even Tell der Alternative-Rockband Soul Asylum von 1994 drehte die Filmcrew abermals das Hockeyspiel auf dem Dach des Kiosks, allerdings diesmal in Farbe, mit den Bandmitgliedern um Sänger Dave Pirner als Darsteller und Silent Bob als Gitarrist. Die Band Golden Smog ist eine Supergroup bestehend aus Mitgliedern verschiedener Rockbands wie The Replacements, Wilco und The Jayhawks. Bei dem auf dem Soundtrack enthaltenen Song Shooting Star von Golden Smog singt Dave Pirner von Soul Asylum. Im Film ist der Song Shooting Star in der Szene zu hören, in der Dante und Randal mit dem Auto zum Beerdigungsinstitut fahren.

## Wissenswertes
- Die Handlung des Films spielt in der amerikanischen Stadt Leonardo, New Jersey.
- Auf der Liste für mögliche Titel des Films standen ursprünglich die Namen Life of Convenience, Inconvenience und Rude Clerks. Schließlich entschied sich Regisseur Kevin Smith für den Filmtitel Clerks.[18]
- Der Film ist in 18 Kapitel unterteilt, deren Namen im Laufe der Handlung in weißer Schrift auf schwarzem Grund eingeblendet werden: Dante, Vilification (Verunglimpfung), Jay and Silent Bob, Randal, Syntax (Satzbau), Vagary (Schrulle), Purgation (Reinigungsritual), Malaise (Unbehagen), Harbinger (Vorbote), Five minutes later..., Perspicacity (Scharfsinn), Paradigm (Paradigma), Whimsy (Anwandlung), Quandary (Dilemma), Lamentation (Lamento), Juxtaposition (Gegenüberstellung), Catharsis (Katharsis) und Denouement (Lösung). Inspiration für die Aufteilung des Films in Kapiteln zog Drehbuchautor Kevin Smith aus den neun Höllenkreisen des Gedichts Dantes Inferno.[19]
- Bekannte Zitate aus dem Film Clerks sind die Sätze „I'm not even supposed to be here today“ (dt.: Ich sollte heute nicht mal hier sein), „Bunch of savages in this town“ (dt.: Diese Stadt ist voller Wilder), „Something smells like shoe polish“ (dt.: Es riecht hier nach Schuhcreme) und „This job would be great if it wasn't for the fucking customers“ (dt.: Ohne die Kunden wäre dieser Job klasse).
- Wenn Randal den Lebensmittelladen verlässt und draußen einem fremden Mann begegnet, der seine Schlüssel sucht, sagt Randal zu ihm den Satz „No time for love, Dr. Jones“ (dt.: Keine Zeit für Liebe, Dr. Jones). Dieses Zitat stammt aus dem Abenteuerfilm Indiana Jones und der Tempel des Todes von Regisseur Steven Spielberg von 1984.
- In der Szene, in der Randal Zeitung lesend auf der Theke in der Videothek sitzt und eine aufgebrachte Kundin auf ihn einredet, hängen im Hintergrund an einer Pinnwand ein Foto der Schauspielerin Lara Flynn Boyle und vier kleine Porträtbilder der TV-Serienfigur Seinfeld, was man jedoch aus der Distanz nicht genau erkennen kann.[20]
- In der Szene, in der verschiedene Typen von Kunden vorgestellt werden, mit denen sich Dante und Randal alltäglich herumärgern müssen, sieht man in der Videothek im Hintergrund der Personen ein Regal mit damals aktuellen Spielfilm-Neuheiten als VHS-Leihkassetten, zum Beispiel Alarmstufe: Rot mit Schauspieler Steven Seagal, Basic Instinct mit Sharon Stone und Michael Douglas, Der Tod steht ihr gut mit Bruce Willis, Brennpunkt L.A. – Die Profis sind zurück mit Mel Gibson, Boomerang mit Eddie Murphy, Der letzte Mohikaner von Regisseur Michael Mann und Cool World mit Kim Basinger und Brad Pitt.
- Wenn im Film das Kapitel Purgation (Reinigungsritual) beginnt, kommt es zu einem Kontinuitätsfehler: Zuerst sieht man die Ladenkasse mit einem kleinen Greenpeace-Aufkleber, in der Einstellung kurz darauf hängt dann ein Schild mit der Aufschrift „If you plan to shoplift, let us know. Thanks.“ (dt.: Wenn Sie Ladendiebstahl planen, lassen Sie es uns wissen. Danke.) vorne an der Kasse.
- Für die Szene, in der Dante und Randal zum Beerdigungsinstitut fahren und dort eine Trauerzeremonie stören, besaß das Filmteam keine Drehgenehmigung. Die Crew tauchte einfach dort auf und filmte vor dem Gebäude.[21] Aus Kostengründen sah sich das Filmteam nicht in der Lage, zusätzliche Szenen innerhalb des Bestattungsinstituts umzusetzen. Deshalb überlässt die Filmcrew der Fantasie der Zuschauer, was sich während der Trauerfeier der jung verstorbenen Frau Julie Dwyer zugetragen haben mag, indem die beiden Figuren Dante und Randal hinterher panisch flüchten und später über das Geschehene diskutieren. Zum zehnjährigen Jubiläum der Filmkomödie Clerks im Jahre 2004 ließ Regisseur Kevin Smith einen rund neunminütigen bunten Zeichentrickfilm namens Clerks: The Lost Scene von Powerhouse Animation Studios in Austin, Texas produzieren, sozusagen als nachgereichte Ergänzung. In diesem Zeichentrickfilm, der sich im Bonusmaterial der DVD-Veröffentlichung des Spielfilms befindet, verursachen Dante und Randal während der Trauerfeier der verstorbenen Julie einen Eklat, indem sie durch ihre Ungeschicklichkeit den Sarg umwerfen. Außerdem kann man die betreffende Trauerfeier-Szene in einem Comic-Buch der beiden Zeichner Phil Hester und Ande Parks lesen.[22]
- Wenn Dante und Randal fluchtartig das Bestattungsinstitut verlassen, verfolgt von drei wütenden Gästen der Trauerfeier, ins Auto springen und davonrasen, hört man den Song Leaders and Followers von Bad Religion.
- In der Szene, in der Randal einen Tortilla-Chip in einem Glas Salsa-Dip dreht und sich dabei vorstellt, der Tortilla-Chip sei die Rückenflosse eines Hais, summt er dabei die berühmte bedrohliche Streicher-Tonfolge aus dem Horrorfilm Der weiße Hai von Regisseur Steven Spielberg von 1975. Zudem spricht Randal den Satz: „We're gonna need a bigger boat“ (dt.: „Wir werden ein größeres Boot brauchen“), was ein leicht abgewandeltes Zitat aus Der weiße Hai ist. In dem Horrorfilm lautet der von Schauspieler Roy Scheider in dessen Rolle als Polizeichef Martin Brody gesprochene Satz wortgetreu „You're gonna need a bigger boat“.[23] In der Fortsetzung Clerks III von 2022 wiederholen die beiden Schauspieler Jeff Anderson und Brian O’Halloran diese Szene inhaltlich variiert.
- In der Szene, in der sich Dante und Randal gegenseitig verprügeln und den Kiosk verwüsten, erklingt der Song Big Problems von Corrosion of Conformity.
- Auch im wirklichen Leben hießen der Kiosk Quick Stop Convenience und die Videothek R.S.T. Video, die beiden zentralen Schauplätze der Filmhandlung.[24]
- Während des Abspanns erklingt der Song Can't Even Tell von Soul Asylum.
- Am Ende des Abspanns bedankt sich das Filmteam bei den Regisseuren Richard Linklater, Hal Hartley, Spike Lee und Jim Jarmusch, vier anerkannte Größen des amerikanischen Independent-Films, mit dem Satz „For leading the way.“ (dt.: „Für das Weisen des Weges.“)
- Laut Abspann heißt der Schäferhund, der sich am Anfang des Films in Dantes Wohnung aufhält, Haiku, und die schwarze Katze, die im Kiosk herumläuft, trägt den Namen Lenin's Tomb.
- Nach dem Abspann kündigt der Spielfilm an: „Jay and Silent Bob will return in Dogma“ (dt.: „Jay und Silent Bob werden in Dogma zurückkehren.“). Was sich fünf Jahre später, als 1999 die Filmkomödie Dogma in den Kinos startete, schließlich bewahrheitete.
- Die Schauspielerin Lisa Spoonauer, die am 16. Dezember 1972 geboren wurde und in der Rolle der Freundin Caitlin Bree zu erleben ist, starb am 20. Mai 2017 an den Folgen verschiedener Erkrankungen verbunden mit einer Überdosis Schmerzmittel. Deshalb ist ihr die Fortsetzung Clerks III von 2022 gewidmet, wie man im Abspann des dritten Clerks-Films lesen kann.